# Dancing Queen (canção de Girls' Generation)
"Dancing Queen" é uma canção do girl group sul-coreano Girls' Generation, lançada em 21 de dezembro de 2012, como single de pré-lançamento de seu quarto álbum em coreano, I Got a Boy. A canção foi gravada em 2012 como uma prévia para o seu álbum de retorno, após um hiato de nove meses.
"Dancing Queen", um remake da canção de Duffy, "Mercy" (2008), é a primeira obra em coreano lançada pelo grupo após um hiato de 14 meses da Coreia. Nesse período, o grupo lançou um série de singles em japonês e seu segundo álbum em japonês, Girls' Generation II ~Girls & Peace~. O single foi lançado digitalmente em 21 de dezembro de 2012, no mesmo dia que o videoclipe da canção.

## Antecedentes e lançamento
Em 20 de dezembro de 2012, a SM Entertainment publicou uma imagem teaser contendo as palavras "2012. 12. 21 10 A.M." sob o nome do grupo em um emblema cercado pela flor nacional da Coreia do Sul, em seu Twitter oficial. O videoclipe foi lançado em 21 de dezembro de 2012 às 10:00 (UTC+9) através do site musical coreano Naver, sendo a canção um remake da canção de 2008 da cantora galesa Duffy, "Mercy".
Após o lançamento do vídeo, que termina com um teaser da faixa-título do álbum, "I Got a Boy", imagens teaser foram lançadas. A primeira integrante sendo Hyoyeon, exibindo um cabelo multi-colorido. Além disso, outra foto de Hyoyeon foi lançada, que mostra o título do álbum tatuado em seu pescoço com uma face masculina e os nomes das integrantes do grupo.

## Vídeo musical

### Antecedentes
O vídeo foi gravado em 2008 e apresenta cenas do vídeo musical para a faixa-título do álbum "I Got a Boy". Embora originalmente deveria ser a canção que marcaria o retorno do grupo à época, os videoclipes de "Kissing You" e "Gee" foram filmados depois e acabaram substituindo-o. Um screenshot do vídeo musical vazou em 2011 junto com o áudio da versão coreana de "Boomerang", que mais tarde foi lançado oficialmente em japonês em seu segundo álbum de estúdio japonês, Girls' Generation II ~Girls & Peace~.

### Sinopse

Cena que mostra as garotas vestindo a conhecida combinação de camisetas brancas e calças jeans, também usadas no videoclipe de "Gee".

O videoclipe possui um enredo temático de "máquina do tempo". O vídeo começa com as garotas em uma peça mobiliada de rosa, interagindo uma com a outra. Yoona abre um presente que ela recebeu para encontrar um pequeno dispositivo. Elas rapidamente se reúnem em torno do aparelho e descobrem que é uma máquina do tempo a trazê-las de volta de 2012 para 2008, um intervalo de quatro anos. A sala se transforma em uma lanchonete estilo retrô. Tiffany aparece em torno de uma caixa de som com Jessica, enquanto ambas cantam a introdução em inglês. O primeiro verso foca principalmente sobre na lanchonete com um contador rosa claro no alto. Na sequência, as transições do vídeo destacam cada uma das integrantes. O segundo verso é focado no conjunto branco. Os trajes de camiseta branca e calça jeans são reutilizados a partir do vídeo da música "Gee", considerando o fato de que ambos foram gravados em curto prazo. Durante a ponte, as garotas são vistas fazendo uma festa, dançando em grupos de três. Confetes são lançados durante o refrão final, enquanto a festa continua. No final da canção, a máquina do tempo avança para 2013, mostrando cenas conceituais das garotas com áudio teaser da canção de retorno intitulada "I Got a Boy". O fundo é um diamante rosa fluorescente em uma sala escura. Ao final do vídeo, o símbolo de "I Got a Boy" é exibido com o texto "2013.01.01 COMEBACK".

## Lista de faixas
- Download digital[7]

1. "Dancing Queen" – 3:35